# Fisiculturismo nos Jogos Asiáticos de Praia de 2008
As competições de fisiculturismo nos Jogos Asiáticos de Praia de 2008 ocorreram entre 19 e 20 de outubro. Seis eventos foram disputados.

## Calendário
| Outubro        | 18 | 19 | 20 | 21 | 22 | 23 | 24 | 25 | 26 | Finais |
| -------------- | -- | -- | -- | -- | -- | -- | -- | -- | -- | ------ |
| Fisiculturismo |    |    | 6  |    |    |    |    |    |    | 6      |

## Quadro de medalhas
| Ordem | País                   | Medalha de ouro | Medalha de prata | Medalha de bronze |    |
| ----- | ---------------------- | --------------- | ---------------- | ----------------- | -- |
| 1     | Indonésia              | 2               |                  |                   | 2  |
| 2     | Tailândia              | 1               | 2                |                   | 3  |
| 3     | Coreia do Sul          | 1               | 1                | 2                 | 4  |
| 4     | Vietname               | 1               | 1                |                   | 2  |
| 5     | Emirados Árabes Unidos | 1               |                  | 1                 | 2  |
| 6     | Taipé Chinesa          |                 | 1                |                   | 1  |
| 6     | Jordânia               |                 | 1                |                   | 1  |
| 8     | China                  |                 |                  | 1                 | 1  |
| 8     | Índia                  |                 |                  | 1                 | 1  |
| 8     | Paquistão              |                 |                  | 1                 | 1  |
| TOTAL | TOTAL                  | 6               | 6                | 6                 | 18 |

## Medalhistas
| Evento                         | Ouro                                           | Prata                                  | Bronze                                       |
| Até 60 kg masculino (detalhes) | INA Indonésia Asrelawandi                      | VIE Vietnã Pham Van Mach               | IND Índia Daejit Singh                       |
| Até 65 kg masculino (detalhes) | VIE Vietnã Nguyen Vam Lam                      | THA Tailândia Somkhit Sumethowetchakun | KOR Coreia do Sul Kim Jin-Sik                |
| Até 70 kg masculino (detalhes) | UAE Emirados Árabes Unidos Mohamed Salem Zahmi | THA Tailândia Somsri Turinthaisong     | CHN China Yang Xinmin                        |
| Até 75 kg masculino (detalhes) | INA Indonésia Syafrizaldi                      | KOR Coreia do Sul Kim Myung-Sub        | PAK Paquistão Muhammad Imran Qureshi         |
| Até 80 kg masculino (detalhes) | THA Tailândia Sitthi Charoenrith               | JOR Jordânia Mohammad Ali              | KOR Coreia do Sul Kim Chong-Won              |
| Até 85 kg masculino (detalhes) | KOR Coreia do Sul Lee Jin-Ho                   | TPE Taipé Chinês Hsu Chung-Huang       | UAE Emirados Árabes Unidos Mohammad Ali Ahli |